# Rent Free
Rent Free é um filme mudo do gênero comédia produzido nos Estados Unidos e lançado em 1922. É atualmente considerado filme perdido.